# Brian Martín
Brian Martín Pagés  (9 de abril de 1996 en Santa Cruz de Tenerife, España) es un futbolista español que juega en la Real Sociedad Gimnástica de Torrelavega de la Segunda RFEF.

## Trayectoria deportiva
Comenzó su carrera futbolística en las categorías inferiores del C. D. Tenerife. Tras pasar por el filial tinerfeño, el 18 de agosto de 2017 debutó en la Segunda División frente al Real Zaragoza en un triunfo por un gol a cero. Durante la temporada 2017-18, disputaría 13 partidos entre la competición liguera y Copa SM El Rey, anotando además dos goles en el torneo copero, y sumando 545 minutos en ambas competiciones. Durante la segunda vuelta tuvo que bajar a Tercera para ayudar al filial a intentar conseguir el ascenso. En esta misma categoría (3.ª), y en la temporada anterior, el futbolista había recibido el ‘Balón de Oro Canario’ en un premio otorgado por los periodistas locales.
En verano de 2018, el delantero es cedido a la U. D. Melilla del Grupo IV de Segunda B por una temporada.

## Clubes
| Club                                    | País   | Año       |
| --------------------------------------- | ------ | --------- |
| C. D. Tenerife "B"                      | España | 2015-2017 |
| C. D. Tenerife                          | España | 2017-2018 |
| U. D. Melilla                           | España | 2018-2019 |
| C. D. Tenerife "B"                      | España | 2019-2020 |
| Östersunds FK                           | Suecia | 2020      |
| Apollon Larissa FC                      | Grecia | 2020-2021 |
| S. D. Ejea                              | España | 2021      |
| Atlético Paso                           | España | 2021-2022 |
| Real Sociedad Gimnástica de Torrelavega | España | 2022-2022 |